# Бо Сијан
Бо Сијан (фр. Boô-Silhen) је насеље и општина у јужној Француској у региону Миди Пирене, у департману Горњи Пиринеји која припада префектури Аржеле Газо.
По подацима из 2011. године у општини је живело 274 становника, а густина насељености је износила 87,82 становника/km². Општина се простире на површини од 3,12 km². Налази се на средњој надморској висини од 406 метара (максималној 599 m, а минималној 399 m).

## Демографија
| 1962. | 1968. | 1975. | 1982. | 1990. | 1999. | 2011. |
| ----- | ----- | ----- | ----- | ----- | ----- | ----- |
| 144   | 165   | 164   | 275   | 269   | 271   | 274   |

График промене броја становника у току последњих година